# Pippo Oriani
Giuseppe Oriani (Torino, 25 giugno 1909 – Roma, 1º dicembre 1972) è stato un pittore italiano.

## Biografia
Giuseppe Oriani (detto Pippo) nasce a Torino nel 1909 da una famiglia di imprenditori edili. Sin da giovane è attratto dal disegno e dell'arte.
Dopo aver iniziato gli studi di architettura, presso la Scuola Superiore di Architettura, si avvicinò alla ricerca pittorica, aderendo nel 1928 al gruppo futurista torinese di Enrico Prampolini. 
Dal 1930 al 1936 è a Parigi ove frequenta Gino Severini e gli altri “artisti italiani a Parigi”.
Nel 1931 si avvicina all'Aeropittura. Tornò nuovamente ai canoni espressionisti, mentre a partire dal secondo dopoguerra sperimentò un linguaggio pittorico in ambito postcubista, dal carattere arcaico e primitivo (con il ciclo “presenze umane”).
È presente con alcune sue opere a varie Biennali di Venezia: 1930, 1932, 1934, 1936, 1938 e 1940 e partecipa alla I° e II° edizione della Quadriennale di Roma.

## Attività
Pittore del "Secondo futurismo" dal 1928, grazie alla protezione di Prampolini, rimase in attività fino al secondo dopoguerra. 
Nella carriera di Oriani, cruciale è la sua adesione nel 1931 all'Aeropittura, in parallelo con gli artisti a lui affini come Fillia e Prampolini, col quale espose a Parigi alla mostra Prampolini et les aeropeintre futuristes italiens.
Si interessò anche al cinema, realizzando a Parigi con gli scrittori Cordero e Martina fra il 1931 e il 1933 il film Vitesse, celebrazione del mito futurista della velocità, poi andato perduto e recuperato parzialmente nel 1996 dal Centro Sperimentale di Cinematografia. 
Nel dopoguerra svolse l'attività di architetto e di arredatore. 
Tornò alla pittura nei primi anni '50 del novecento, rivisitando la sua attività del periodo parigino e con la creazione di un nuovo ciclo, quello delle "presenze umane".
Celebri sono le sue maschere (Arlecchino, Pulcinella, etc.) e le nature morte (di impronta futurista). 
Giuseppe Oriani si è espresso con le tecniche del disegno, oltre che con l'olio e con l'encausto.
Oriani è stato anche giornalista e caporedattore delle riviste: Città nuova, Natura e Città futurista, oltre ad essere collaboratore di quotidiani quali Il Secolo XIX e L'Ambrosiano.
Gli eredi hanno dato vita nel 1966 in Belgio e dal 2009 in Canada alla Fondation Oriani, dedicata alla divulgazione della sua opera e alla cura di un archivio e di un catalogo generale del Maestro.